# 朴昭娟
朴昭娟（韓語：박소연，1997年10月24日—）是一位 韓國女子花樣滑冰選手。有些媒體會翻譯成朴小宴，她曾在2015年韓國花式滑冰全國賽獲得冠軍。

## 個人常用技巧
- 組合跳
  - 3S-3T（後內三周跳之後，接後外點冰三周跳）。
  - 2A-3T（兩周半跳之後，接後外點冰三周跳）。

## 外部連結
- 朴昭娟在国际滑冰联盟的页面（英文）
- 朴昭娟的Instagram帳戶 